# ヴィッレ・ニーニスト
ヴィッレ・マッティ・ニーニスト（フィンランド語: Ville Matti Niinistö、1976年7月30日 - ）は、フィンランドの政治家。欧州議会議員。元緑の同盟党首、環境・開発援助相。

## 経歴
トゥルク出身。第12代フィンランド共和国大統領であるサウリ・ニーニストの甥に当たる。トゥルク大学で政治学の修士号を取得後、2007年の総選挙でエドゥスクンタ（国会）議員に初当選。2011年6月22日から、国民連合党を中心とするユルキ・カタイネン及びアレクサンデル・ストゥブ両内閣で環境・開発援助大臣を務めた。しかし、緑の同盟の連立政権からの離脱に伴い、2014年9月25日に辞職。
2017年に連続三選を禁じる党の規定に従い、緑の同盟党首を退任。2018年10月、次期総選挙に立候補しない意向を表明し、代わりに翌年の欧州議会議員選挙で欧州議会議員となった。欧州議会では、産業・研究・エネルギー委員会で幹事を務めている。

## 人物
2012年に離婚した元妻との間に2人の子供がいる（結婚は2004年）。